# Neos Kafkasos
Neos Kafkasos (griechisch Νέος Καύκασος (m. sg.) „Neu-Kaukasus“) ist ein Dorf im Gemeindebezirk Kato Klines der griechischen Gemeinde Florina.

## Geografie
Es liegt auf rund 680 Metern Höhe in der Ebene von Lynkestis und ist rund einen Kilometer von der griechischen Grenze zu Nordmazedonien entfernt. Der Fluss Sakoulevas fließt in einigen hundert Metern Entfernung östlich am Dorf vorbei.

## Geschichte
Neos Kafkasos ist eine Gründung von Pontos-Griechen nach deren Flucht aus der Stadt Kars am Kaukasus, die 1921 endgültig türkisch geworden war, daher auch der Name. Die planmäßige Gründung des Ortes ist an den rechtwinklig verlaufenden Straßenzügen und dem rechteckigen Grundriss des Dorfes erkennbar.
1924 wurde Neos Kafkasos als eigenständige Landgemeinde (kinotita) anerkannt, 1997 in die Gemeinde Kato Klines eingemeindet und ging mit dieser 2011 in der Gemeinde Florina auf.
| Jahr      | 1928 | 1940 | 1945 | 1951 | 1961 | 1971 | 1981 | 1991 | 2001 | 2011 |
| Einwohner | 604  | 856  | 910  | 565  | 478  | 353  | 348  | 334  | 412  | 229  |

## Verkehr
Mitten durch Neos Kafkasos verläuft die Trasse der Eisenbahnstrecke Thessaloniki–Bitola. Sie wurde 1894 von der Compagnie des Chemins de fer Orientaux (CO), im deutschen Sprachraum auch als Orientbahn bezeichnet, errichtet und lag damals noch im Osmanischen Reich. Unmittelbar nördlich des Dorfes entstand nach den Balkankriegen 1912/13 die griechisch / serbische Grenze und der Bahnhof Neos Kafkasos wurde griechischer Grenzbahnhof. Obwohl beiderseits der Grenze befahrbar, ruht der Betrieb zwischen Messonissio und Bitola, verursacht durch die politischen Spannungen zwischen Griechenland und Nordmazedonien.